# Periquito-de-colar-amarelo
O periquito-de-colar-amarelo (Barnardius zonarius) é um papagaio nativo da Austrália. Com exceção das áreas tropicais extremas e das terras altas, a espécie se adaptou a todas as condições. Os tratamentos do gênero Barnardius reconheceram anteriormente duas espécies, o Barnardius zonarius e o Barnardius barnardi, mas, devido ao fato de esses papagaios se cruzarem facilmente na zona de contato, eles são geralmente considerados como uma única espécie B. zonarius com descrições subespecíficas. Atualmente, quatro subespécies são reconhecidas, cada uma com uma área de distribuição distinta.
Na Austrália Ocidental, o periquito-de-colar-amarelo compete pelo espaço de nidificação com o  lóris-molucano, uma espécie introduzida. Para proteger o periquito-de-colar-amarelo, os abates do lóri-arco-íris são sancionados pelas autoridades dessa região. De modo geral, porém, o periquito-de-colar-amarelo não é uma espécie ameaçada.

## Descrição
As subespécies do periquito-de-colar-amarelo diferem consideravelmente em sua coloração. É uma espécie de tamanho médio, com cerca de 33 cm de comprimento. A cor básica é verde, e todas as quatro subespécies têm o anel amarelo característico ao redor do pescoço traseiro; as asas e a cauda são uma mistura de verde e azul.

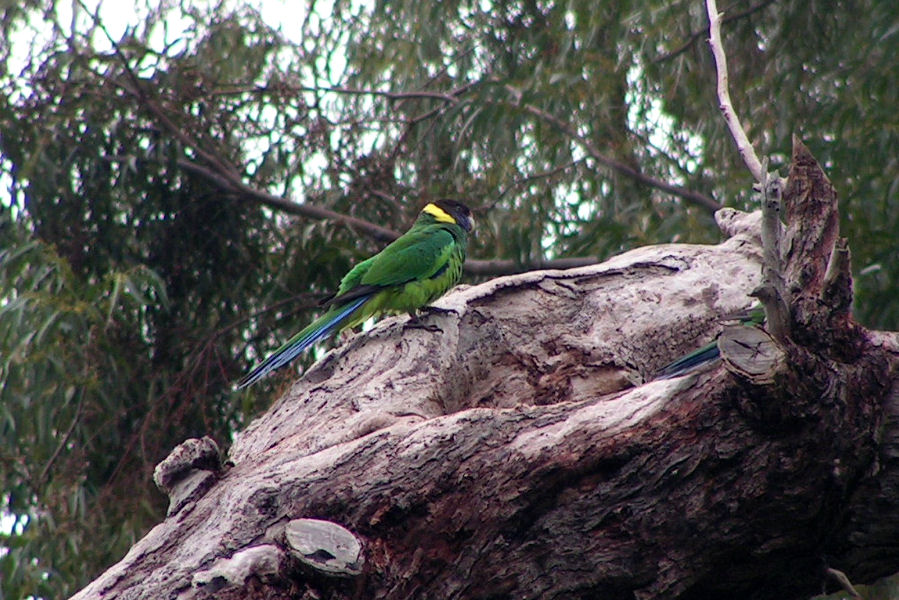
B. z. semitorquatus, Perth, Austrália Ocidental.

As subespécies B. z. zonarius e B. z. semitorquatus têm cabeça preta opaca; dorso, garupa e asas são verdes brilhantes; garganta e peito verde-azulados. A diferença entre essas duas subespécies é que o B. z. zonarius tem abdômen amarelo, enquanto o B. z. semitorquatus tem abdômen verde; o último também tem uma faixa frontal carmesim proeminente que o primeiro não tem. As duas outras subespécies diferem dessas subespécies pela coroa e nuca verde brilhante e manchas nas bochechas coradas. As partes inferiores do B. z. barnardi são verde-turquesa com uma faixa irregular amarelo-alaranjada no abdômen; o dorso e o manto são azul-preto profundo e essa subespécie tem uma faixa frontal vermelha proeminente. O B. z. macgillivrayi é geralmente verde-claro, sem faixa frontal vermelha e com uma faixa amarela-clara uniforme e larga no abdômen.
Os cantos do periquito-de-colar-amarelo Mallee e do papagaio Cloncurry foram descritos como “sonoros”, e os cantos do periquito-de-colar-amarelo de Port Lincoln e do papagaio Vinte e Oito foram descritos como “estridentes”. O nome Vinte e Oito é uma onomatopeia derivada de seu canto característico, que soa como “vinte e oito” (ou o equivalente em francês, vingt-huit, de acordo com uma descrição inicial).

## Taxonomia e nomeação
O periquito-de-colar-amarelo foi descrito pela primeira vez pelo naturalista inglês George Shaw e desenhado por Frederick Polydore Nodder [en] em 1805 em sua obra The Naturalist's Miscellany: Or, Coloured Figures of Natural Objects; Drawn and Described Immediately From Nature. Ele o chamou de Psittacus zonarius. Ave da tribo Platycercini, está intimamente relacionado às roselas do gênero Platycercus, e foi colocado nesse gênero por algumas autoridades, incluindo Ferdinand Bauer.
Os nomes preexistentes para a espécie, derivados da língua Nyungar do sudoeste da Austrália, são dowarn [pronuncia-se dow'awn] e doomolok [dorm'awe'lawk]; esses nomes foram identificados a partir de mais de cem registros de variantes regionais e ortográficas para complementar os nomes já sugeridos por John Gilbert [en], Dominic Serventy [en] e outros.
Atualmente, são reconhecidas quatro subespécies de periquito-de-colar-amarelo, todas elas descritas como espécies distintas no passado: Desde 1993, o papagaio Vinte e Oito e o papagaio Cloncurry foram tratados como subespécies do periquito-de-colar-amarelo de Port Lincoln e do periquito-de-colar-amarelo mallee, respectivamente.
Várias outras subespécies foram descritas, mas são consideradas sinônimos de uma das subespécies acima. O B. z. occidentalis foi sinonimizado com o B. z. zonarius. Existem intermediários entre todas as subespécies, exceto entre o B. z. zonarius e o B. z. macgillivrayi. Os intermediários foram associados ao desmatamento para agricultura no sul da Austrália Ocidental.
A classificação dessa espécie ainda é debatida, e a pesquisa molecular realizada por Joseph e Wilke em 2006 constatou que o complexo se dividiu geneticamente em dois clados - um que se correlaciona aproximadamente com o B. z. barnardi e o outro com as outras três formas; o B. z. macgillivrayi estava mais intimamente relacionado ao B. z. zonarius do que ao vizinho B. z. barnardi. Os pesquisadores acharam que era prematuro reorganizar a classificação do complexo até que mais estudos fossem realizados.

### Subespécies
| Subespécies                                                            | Subespécies | Subespécies | Subespécies |
| Nomes comuns e binomiais                                               | Imagem      | Descrição | Área de distribuição |
| ---------------------------------------------------------------------- | ----------- | --- | --- |
| Papagaio Vinte e Oito                                                  |             | Identificação: A faixa vermelha e a barriga verde o distinguem do papagaio de Port Lincoln.                                                | Encontrado nas florestas do sudoeste da Austrália Ocidental costeira e subcosteira. |
| B. z. semitorquatus (Quoy & Gaimard, 1830)                             |             | Identificação: A faixa vermelha e a barriga verde o distinguem do papagaio de Port Lincoln.                                                | Encontrado nas florestas do sudoeste da Austrália Ocidental costeira e subcosteira. |
| Papagaio de Port Lincoln ou periquito-de-colar-amarelo de Port Lincoln |             | | Comum de Port Lincoln, no sudeste, a Alice Springs, no nordeste, e das florestas de Karri e Tingle, no sudoeste da Austrália, até o distrito de Pilbara.                                                                          |
| B. z. zonarius (Shaw, 1805)                                            |             | | Comum de Port Lincoln, no sudeste, a Alice Springs, no nordeste, e das florestas de Karri e Tingle, no sudoeste da Austrália, até o distrito de Pilbara.                                                                          |
| Papagaio Cloncurry                                                     |             | Identificação: A barriga amarela, a cor verde mais clara e a ausência de faixa vermelha o distinguem do periquito-de-colar-amarelo Mallee. | Encontrado na bacia do Lago Eyre, no Território do Norte, até o Golfo Country, no noroeste de Queensland, de Burketown [en] ao sul até Boulia [en], com Kynuna [en] e Camooweal [en] como limites leste e oeste, respectivamente. |
| B. z. macgillivrayi (North, 1900)                                      |             | Identificação: A barriga amarela, a cor verde mais clara e a ausência de faixa vermelha o distinguem do periquito-de-colar-amarelo Mallee. | Encontrado na bacia do Lago Eyre, no Território do Norte, até o Golfo Country, no noroeste de Queensland, de Burketown [en] ao sul até Boulia [en], com Kynuna [en] e Camooweal [en] como limites leste e oeste, respectivamente. |
| Periquito-de-colar-amarelo Mallee                                      |             | | Habita o centro e o oeste de Nova Gales do Sul, a oeste de Dubbo, o canto sudoeste de Queensland, a oeste de St George [en], o leste da Austrália Meridional e o noroeste de Victoria.                                            |
| B. z. barnardi (Vigors & Horsfield, 1827)                              |             | | Habita o centro e o oeste de Nova Gales do Sul, a oeste de Dubbo, o canto sudoeste de Queensland, a oeste de St George [en], o leste da Austrália Meridional e o noroeste de Victoria.                                            |

## Comportamento
O periquito-de-colar-amarelo é ativo durante o dia e pode ser encontrado em bosques de eucaliptos e cursos d'água com eucaliptos. A espécie é gregária e, dependendo das condições, pode ser residente ou nômade. Em testes de cultivo de árvores híbridas de eucalipto em ambientes secos, os papagaios, especialmente o papagaio de Port Lincoln, causaram danos graves às copas das árvores mais jovens durante o período de pesquisa entre 2000 e 2003.

### Alimentação
Essa espécie se alimenta de uma ampla variedade de alimentos que incluem néctar, insetos, sementes, frutas e bulbos nativos e introduzidos. Ela come frutas cultivadas em pomares e, às vezes, é vista como uma praga pelos agricultores.

### Reprodução
A época de reprodução das populações do norte começa em junho ou julho, enquanto as populações do centro e do sul se reproduzem de agosto a dezembro, mas isso pode ser adiado quando as condições climáticas são desfavoráveis. O local de nidificação é um buraco no tronco de uma árvore. Em geral, são postos quatro ou cinco ovos ovais brancos medindo 29 mm x 23 mm, embora uma ninhada possa ter apenas três e até seis. As taxas de sobrevivência dos filhotes foram medidas em 75%.

## Conservação
Embora a espécie seja endêmica, ela não é considerada ameaçada de extinção, mas, na Austrália Ocidental, a subespécie Vinte e Oito (B. z. semitorquatus) é deslocada localmente pelos lóris-arco-íris introduzidos, que competem agressivamente por locais de nidificação. O lóri-arco-íris é considerado uma praga na Austrália Ocidental e está sujeito à erradicação na natureza.
Na Austrália Ocidental, é necessária uma licença para manter ou dispor de mais de quatro periquitos-de-colar-amarelo de Port Lincoln. Todas as quatro subespécies são vendidas nas Ilhas Canárias e na Austrália, e são comercializadas por meio da convenção CITES. A venda do papagaio Cloncurry é restrita em Queensland. O periquito-de-colar-amarelo pode sofrer da doença do bico e das penas dos psitacídeos, que causa uma alta taxa de mortalidade de filhotes em cativeiro.